# 先制的自衛権
先制的自衛権（せんせいてきじえいけん、英語:right of anticipatory self-defense、フランス語:droit de légitime défense préventive）とは、他国からの武力攻撃が発生していない段階ですでに自国に差し迫った危険が存在するとして、そのような危険を予防するために自衛措置を行うことができるとされる国家の権利である。しかし、後述するように国際法上国家にそのような権利が認められているかについては未だ学説上も争いがあった。

## 争点
歴史上自衛権は19世紀以来国際慣習法によって認められてきた国家の国際法上の権利である。1945年に署名・発効した国連憲章の第51条には「武力攻撃が発生した場合」に国連加盟国が「個別的又は集団的自衛の固有の権利」を有することが明文化された。国連憲章第51条を以下に引用する。
同憲章制定直後から現在まで主に、自衛権行使の対象が他国の「武力攻撃」に限られるのかという問題と、自衛権行使を正当化しうるのはその武力攻撃が「発生」した場合に限られるのか（先制的自衛権は認められるのか）という問題について意見が対立してきた。ただしいずれの立場も、武力攻撃が発生しそれが攻撃を受けた国にとって真に急迫したものであれば自衛権行使が容認される、という点では基本的に一致している。

## 論争

### 先制的自衛権を肯定する見解
先制的自衛権を肯定する見解は上記国連憲章第51条中の「固有の権利」という文言をより重視し、国連憲章制定以前から国際慣習法上認められてきた国家の「固有の権利」に基づく自衛権行使は「武力攻撃が発生した場合」に限られたものではなかったとし、憲章第51条の「武力攻撃が発生した場合には」という文言も「武力攻撃が発生した場合に限って」自衛権行使を認める趣旨ではなく、憲章制定以前から認められてきた「固有の権利」を制限するものではないとする。このような立場からは、自衛権は国家の重大な権利であるためこれを制限するにあたっては限定的な解釈をすべきとされる。
19世紀以来の国際慣習法によれば自衛権行使が容認されるためには、他国による侵害が差し迫ったものであるという「急迫性」の要件と、なされた自衛措置が他国による侵害と釣り合いのとれたものでなければならないとする「均衡性」の要件が必要とされてきたが、これらの要件を満たした上で特定の攻撃が急迫していると信ずるに足りるだけの合理的理由があれば、他国による「武力攻撃が発生」していない段階でなされる先制的自衛措置も国際法上許容されると指摘する。
ただし、ある軍事行動を行った国が先制的自衛権行使を主張したとしても実際にそれが「急迫性」と「均衡性」を満たす正当な自衛権行使であるかどうかの判断は、最終的には先制的自衛権行使と主張する軍事行動をとった国が単独でするものではなく、国際的な判定に委ねられるべきものであるともいう。

### 先制的自衛権を否定する見解
先制的自衛権を否定する見解は国連憲章第51条中の「武力攻撃が発生した場合」という文言をより重視し、「武力攻撃が発生」していない場合の自衛権行使否定する。こうした見解によると、確かに19世紀以来の国際慣習法においては「武力攻撃が発生した場合」に限らず国家の重大な利益に対する侵害に対して自衛権行使は容認されてきたが、国連憲章第51条の「武力攻撃が発生した場合」という文言はそれまで国際慣習法上認められてきた自衛権行使を一部制限したものとする。
こうした見解によると、歴史的観点から見ても自衛権は国連憲章起草以前に制定された不戦条約からすでに武力攻撃が存在する場合の反撃措置として位置付けられてきており、そのため憲章起草の段階でもなおかつての自衛権がそのまま維持されてきたのかどうか疑問視する。また安易に先制的自衛権を認めることはそれ自体が自衛権の濫用を招きかねない危険なものであるとも指摘する。

## 具体的事例

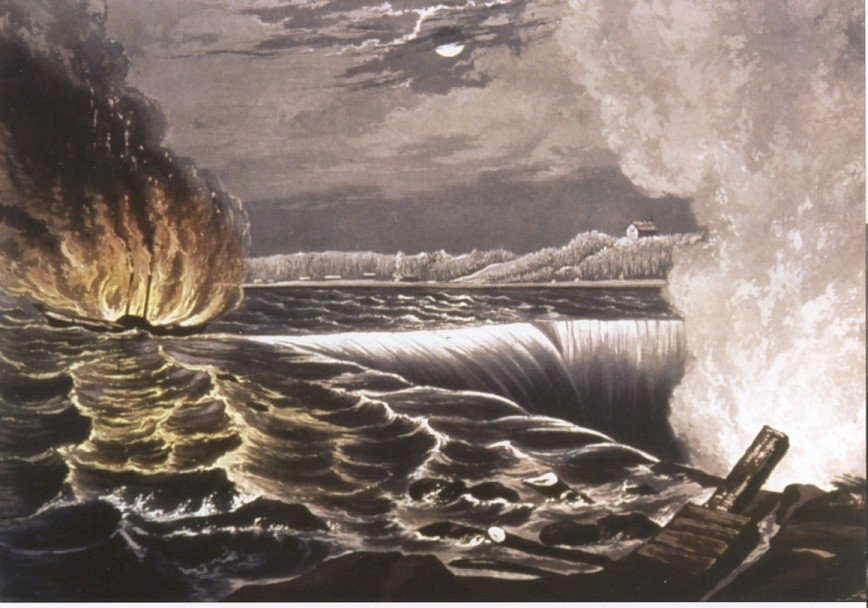
カロライン号が攻撃された様子。George Tattersall作。

### カロライン号事件
カロライン号事件は1837年12月29日に当時イギリス領であったカナダに停泊していたアメリカ合衆国船籍のカロライン号をイギリス海軍が急襲した事件である。自国民の殺害などを理由にアメリカはイギリスに抗議したが、イギリスはイギリスからの独立を企てていた反徒がカロライン号を雇っていたとして、イギリスの正当な自衛権行使であると主張した。
しかしアメリカ国務長官のダニエル・ウェブスターはイギリスに対しカロライン号への攻撃が「必要性」と「均衡性」の要件を満たすことの証明を要求し、最終的にイギリスの陳謝によって事件は収拾した。このときウェブスターが証明を要求した「必要性」と「均衡性」の要件は後に国際慣習法上の自衛権の要件として確立していったが、このウェブスターの主張は「急迫性」と「均衡性」の要件を満たすことができれば正当な自衛権行使と見なしうるとするものであり、この立場に従えば「武力攻撃が発生」していない段階でなされる先制的自衛措置も、「急迫性」と「均衡性」の要件を満たす限り国際法上容認されるとする見解もある。

### イラク原子炉爆撃事件

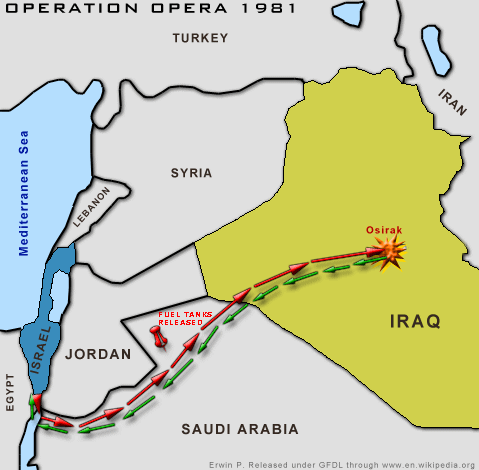
イスラエル軍航空機の爆撃経路

1981年6月7日にイスラエル空軍の航空機がイラクのバグダッド近郊にあった原子炉を爆撃した事件である。
イスラエルはイラクが近い将来イスラエルに対して核攻撃をすることが予見されたとして、この爆撃を先制的自衛権の行使として正当化を試みたが、同年6月19日にイスラエルのこの軍事行動を違法なものとして非難する国際連合安全保障理事会決議487が決議された。